# Ellipsidion laetum
Ellipsidion laetum är en kackerlacksart som beskrevs av Hanitsch 1934. Ellipsidion laetum ingår i släktet Ellipsidion och familjen småkackerlackor. Inga underarter finns listade i Catalogue of Life.